# Baie-Atibenne

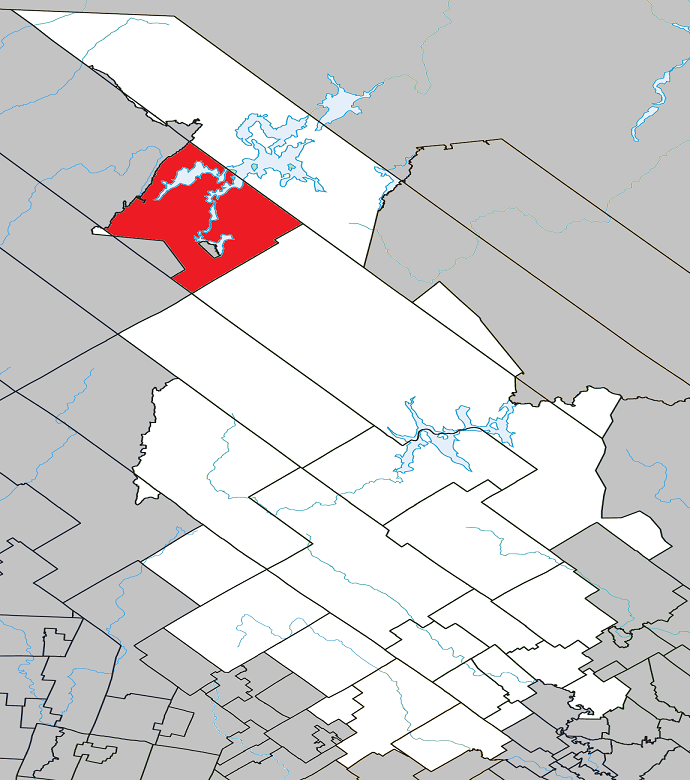
Emplacement de la Baie-Atibenne au sein de la municipalité régionale de comté de Matawinie

Baie-Atibienne est un territoire non organisé situé dans la municipalité régionale de comté de la Matawinie, dans la région administrative de Lanaudière, au Québec.

## Démographie
| 2001 | 2006 | 2011 | 2016 | 2021 |
| ---- | ---- | ---- | ---- | ---- |
| 0    | 0    | 0    | 0    | 0    |